# Piero Baffi
Pour les articles homonymes, voir Baffi.
Piero Baffi (né le 8 septembre 1990 à Treviglio, dans la province de Bergame) est un cycliste italien. Il a été membre de l'équipe Leopard Development de 2013 à 2014.

## Biographie
Durant sa première année dans l'équipe Leopard-Trek Continental, Piero Baffi a cumulé de nombreuses places d'honneur.
Il a participé aux championnats d'Europe de cyclisme sur piste juniors et espoirs en 2010 à Saint-Pétersbourg et en 2012 à Anadia.

## Palmarès
- 2008
  - 2e du championnat d'Italie d'omnium juniors
  - 2e du championnat d'Italie de poursuite par équipes juniors
  - 3e du championnat d'Italie de poursuite individuelle juniors

## Classements mondiaux
| Année         | 2013 |
| ------------- | ---- |
| UCI Asia Tour | 209e |